# تو اند وان-هف مایل ویلج
تو اند وان-هف مایل ویلج (به انگلیسی: Two and One-Half Mile Village) یک شهرک در کانادا است که در یوکان واقع شده‌است. تو اند وان-هف مایل ویلج ۵٫۱۷ کیلومتر مربع مساحت و ۱۲۵ نفر جمعیت دارد.